# Église Saint-Jean-Baptiste de Saint-Vert
Pour les articles homonymes, voir Église Saint-Jean-Baptiste .
L'église Saint-Jean-Baptiste est un édifice situé à Saint-Vert, en France.

## Localisation
L'église est située sur le territoire de la commune de Saint-Vert, dans le département de la Haute-Loire, en région Auvergne-Rhône-Alpes.

## Description
Église prieurale d'origine romane, dépendant de l'abbaye de la Chaise-Dieu, conservant des éléments romans et gothiques. Elle a été agrandie et en partie reconstruite au XVe siècle. De l'époque romane, l'édifice conserve la nef. Le chœur et la chapelle nord ont été reconstruits au XVe siècle. Chevet semi-circulaire. Une tourelle demi hors-œuvre, située sur la façade sud près du chevet, sert de tour d'escalier au clocher. À l'intérieur, les vitraux de la nef sont dus à Borie.

## Historique
L'église est inscrite au titre des monuments historiques par arrêté du 28 octobre 1993.

## Galerie

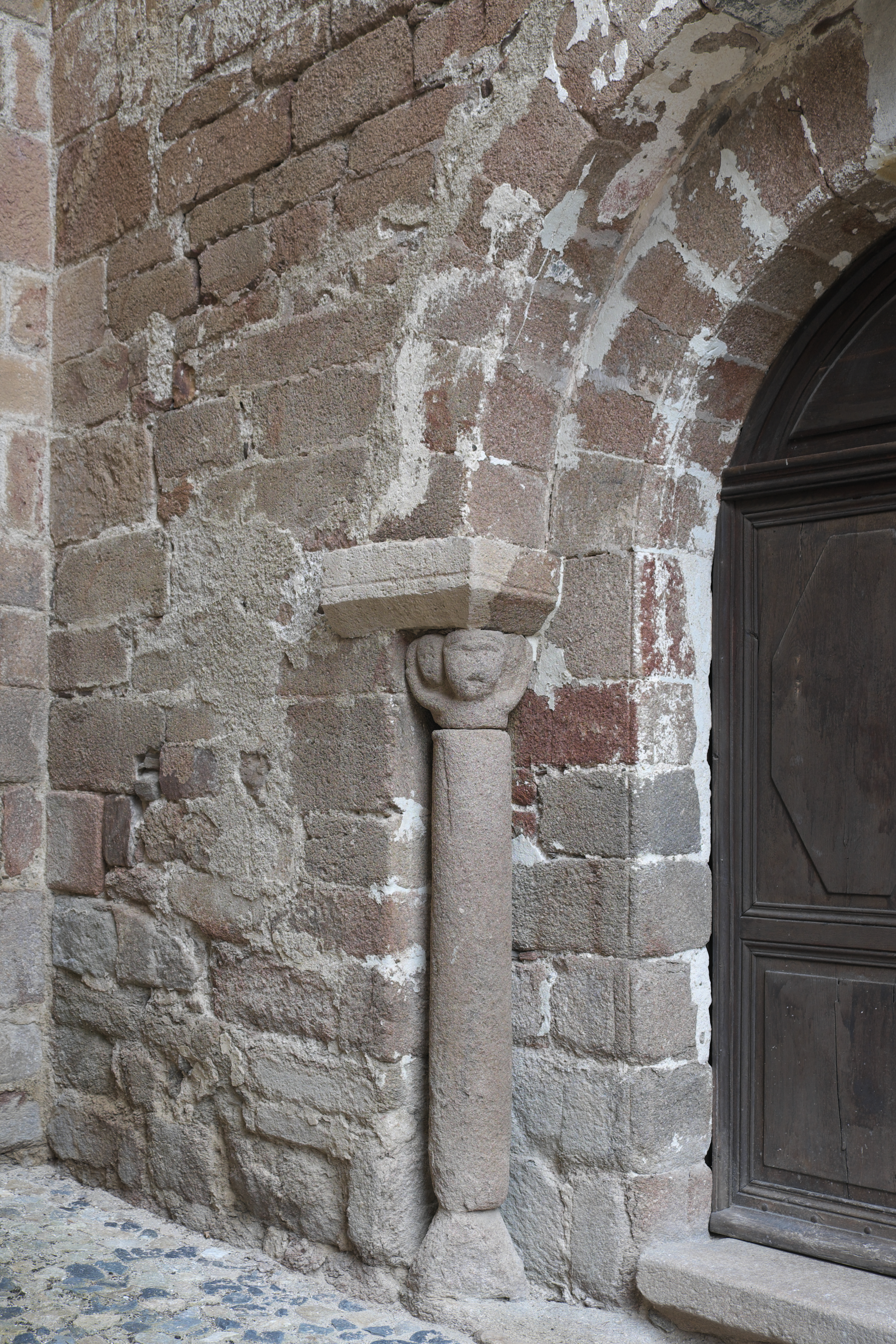
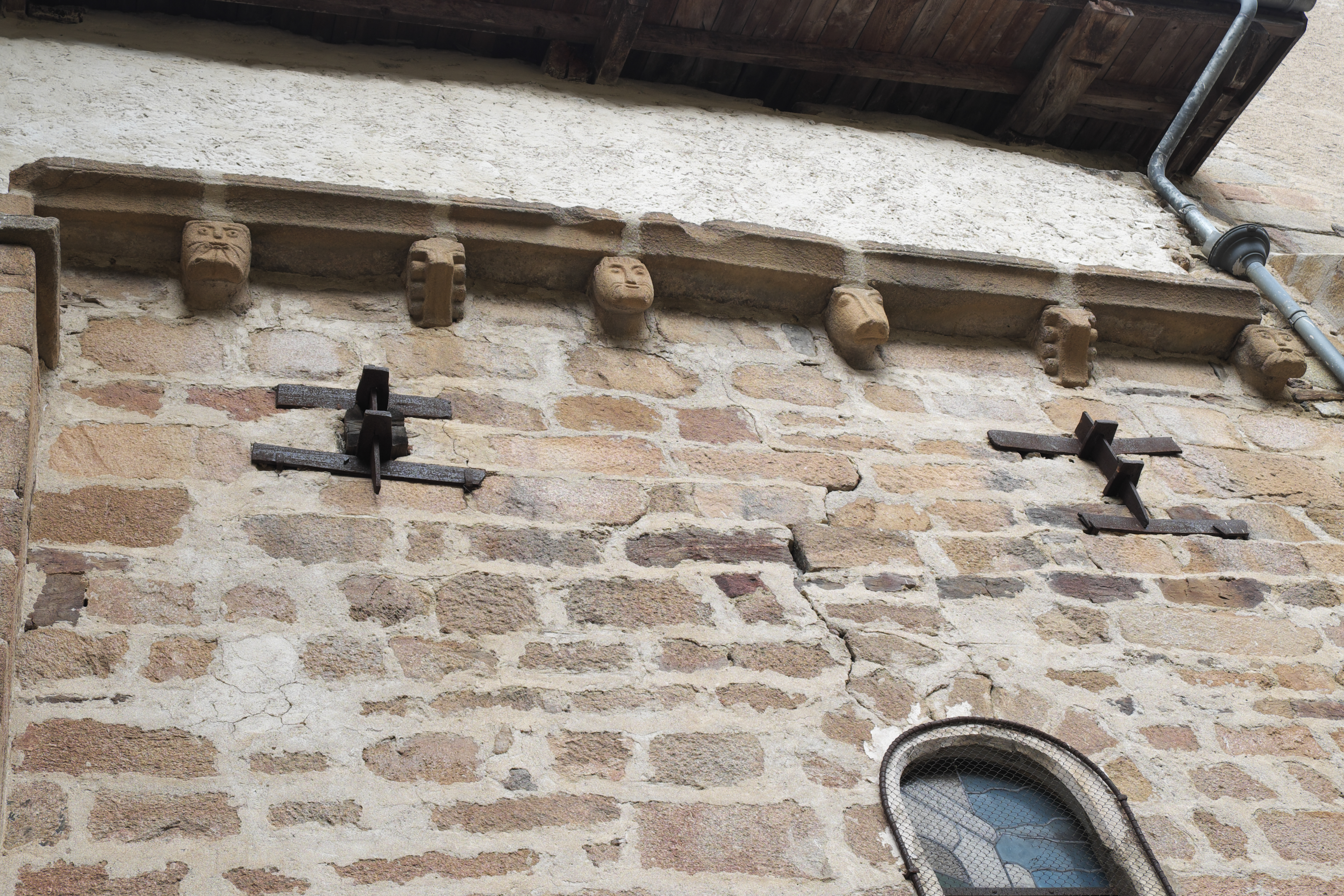
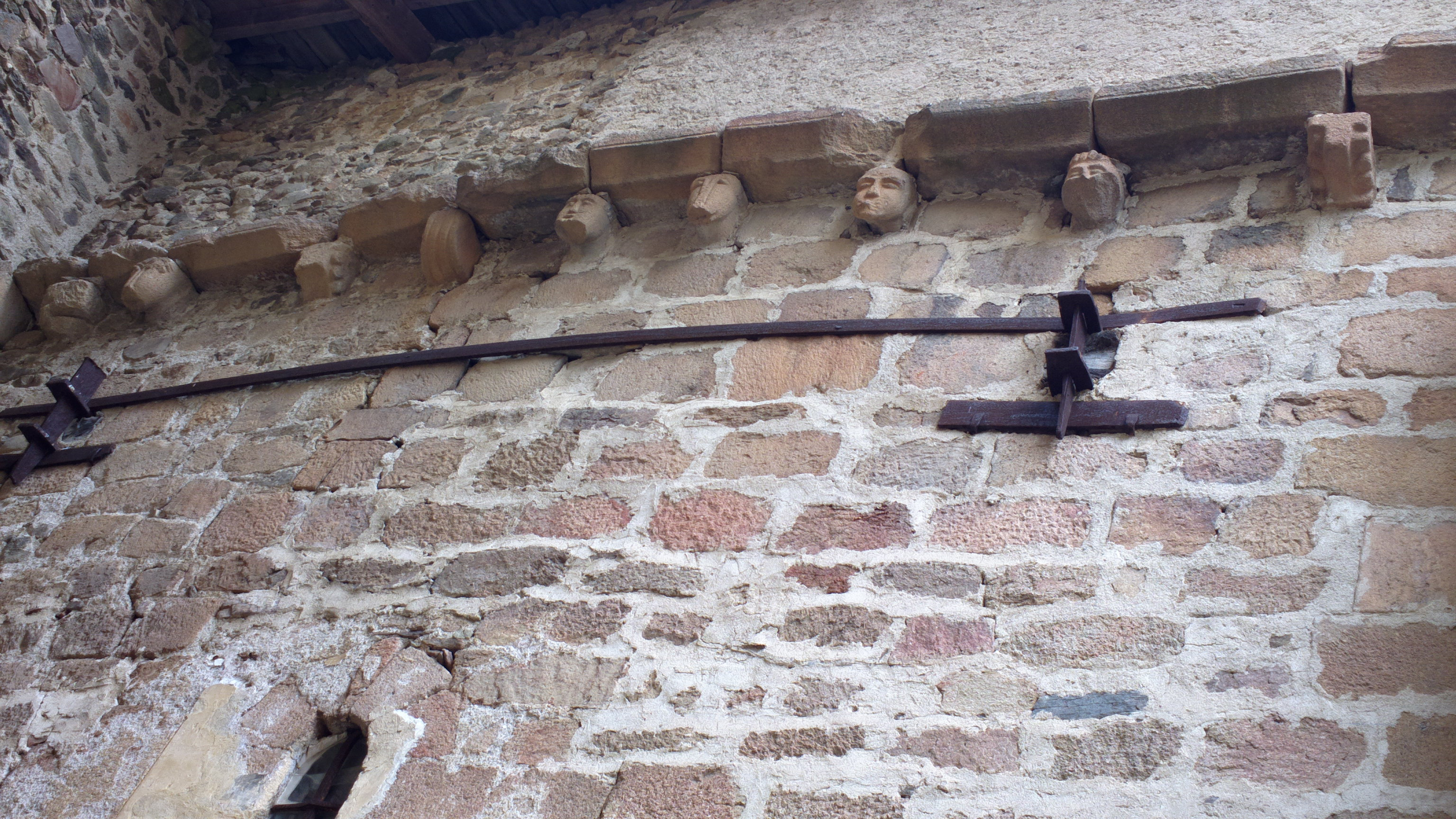
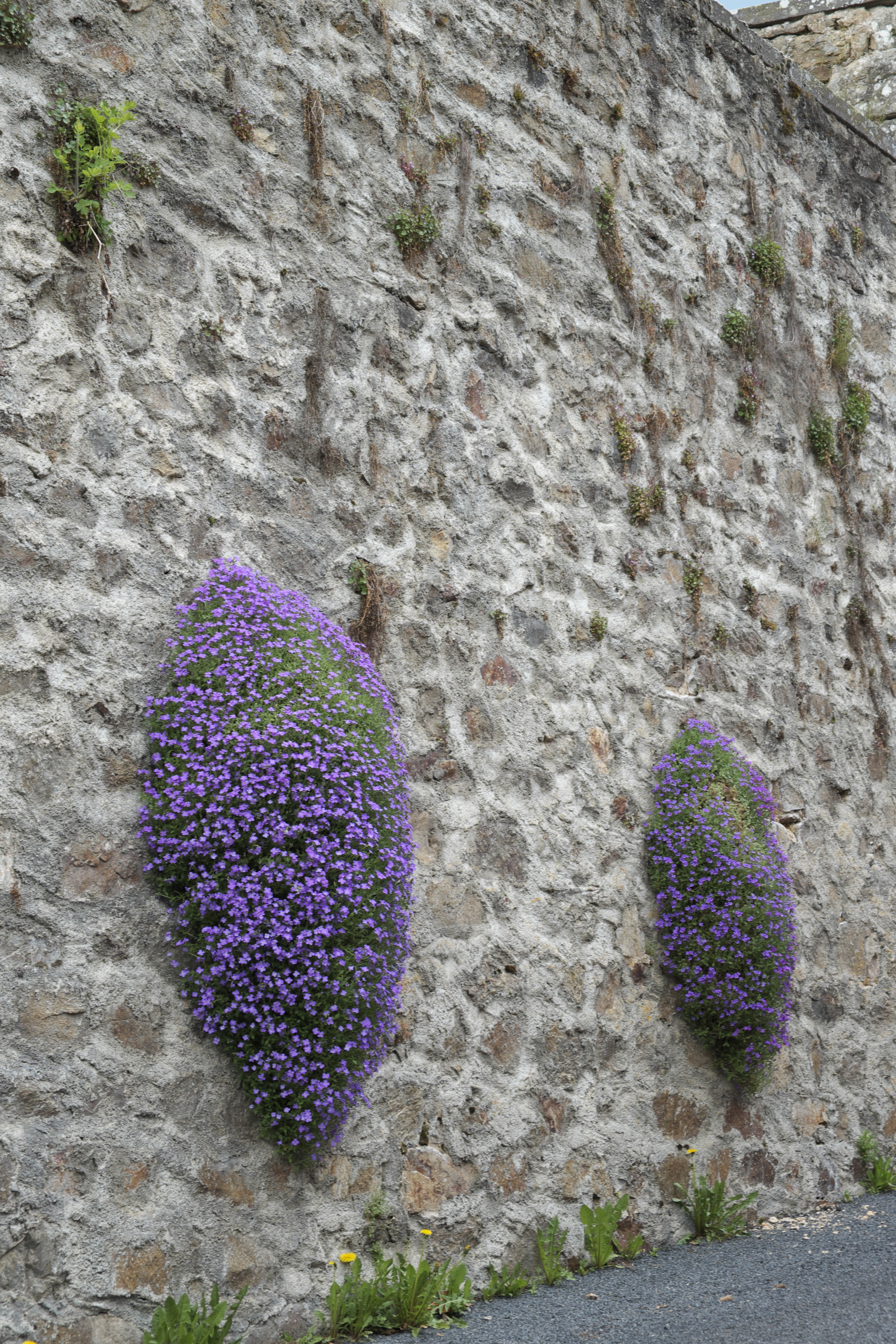
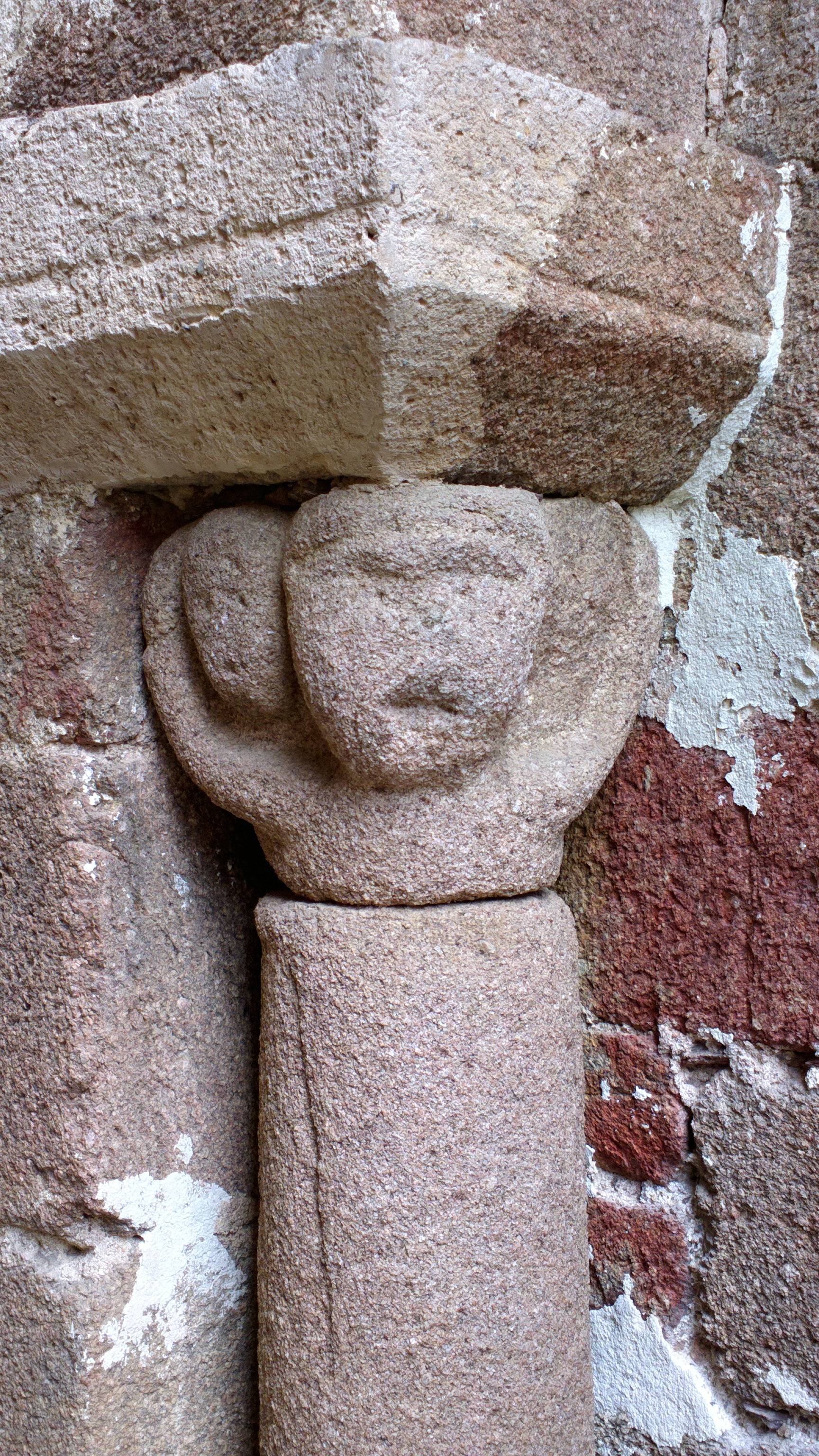